# Santuario di San Giovanni del Calandrone
(Detto popolare lodigiano)
Il santuario di San Giovanni del Calandrone è un santuario cattolico sito nel comune italiano di Merlino, nella diocesi di Lodi.
Dedicato a San Giovanni Battista e posto nei pressi di una fonte miracolosa, prende nome dal torrente Calandrone che scorre nei pressi.

## Storia
Le origini della chiesa non sono note, ma è certa la sua origine antichissima: compare infatti per la prima volta in un documento del 1261, dal quale si apprende che apparteneva alla pieve di Sant'Eufemia di Bariano, località esistente nel medioevo a nord di Merlino e da tempo scomparsa.
Da alcuni scavi risulta che in passato la località era abitata; secondo la tradizione vi era un convento. Oggi il santuario si trova invece isolato in aperta campagna.

## Caratteristiche
Il santuario è sito in posizione isolata fra i campi, a circa 400 m a sud-est dal paese di Merlino.
Il complesso edilizio è costituito da una piccola chiesa affiancata da due porticati a forma di «L» che contornano una corte d'onore sistemata a prato.
Sotto i due porticati, a lato della chiesa, sono conservati due antichi sarcofagi di provenienza ignota: uno è parzialmente coperto e in esso sgorga l'acqua per i devoti; l'altro, aperto, è parzialmente spezzato.

### Fonti
- Giovanni Agnelli, Lodi ed il suo territorio nella storia, nella geografia e nell'arte, Lodi, Lodigraf, 1990  [1917],  pp. 528-529, ISBN 88-7121-046-8.

### Ulteriori approfondimenti
- Storia del santuario di San Giovanni Battista del Calandrone scritta da un suo devoto, Lodi, stampato dalla tipografia La Moderna, senza data (1972?), ISBN non esistente, SBN LO11092281.
- Sergio Leondi, San Giovanni Battista al Calandrone. Storia del santuario. Cenni su Merlino e il territorio, Paullo, edito dalla cooperativa sociale Il Carro, con il patrocinio del comune di Merlino, 2013, ISBN non esistente, SBN MIL0863840.